# Saint-Jean-d'Eyraud
Saint-Jean-d'Eyraud is een plaats en voormalige gemeente in het Franse departement Dordogne (regio Nouvelle-Aquitaine) en telt 185 inwoners (1999). De plaats maakt deel uit van het arrondissement Périgueux. Saint-Jean-d'Eyraud is op 1 januari 2019 gefuseerd met de gemeenten Maurens, Laveyssière en Saint-Julien-de-Crempse tot de gemeente Eyraud-Crempse-Maurens. 

## Geografie
De oppervlakte van Saint-Jean-d'Eyraud bedraagt 9,8 km², de bevolkingsdichtheid is 18,9 inwoners per km².
De onderstaande kaart toont de ligging van Saint-Jean-d'Eyraud met de belangrijkste infrastructuur en aangrenzende gemeenten.

## Demografie
Onderstaande figuur toont het verloop van het inwonertal.
Laveyssière · Maurens · Saint-Jean-d'Eyraud · Saint-Julien-de-Crempse